# チャン・チョン・キム
チャン・チョン・キム（ベトナム語: Trần Trọng Kim、漢字: 陳仲金、1883年 - 1953年12月2日）は、ベトナムの教育者、歴史・文学・宗教の研究者。1945年、ベトナム帝国の首相を務めた。筆號はレ・タン（Lệ Thần/隸臣）。代表作として『ベトナム史略』がある。
漢字表記は陳重金とも書く。

## 生涯
チャン・チョン・キムは1883年、ハティン省ギースアン県ダンフォー社キェウリン村に生まれた。
儒学の家に生まれて、幼いときから漢文を習った。1897年、ナムディンの仏越学校でフランス語を学ぶ。1900年、通訳官学校の入試に合格し、1903年に卒業した。1904年にニンビン省の通事となる。1905年、リヨンの商業学校に学び、のちに奨学金を得てフランス植民地学校で学んだ。1909年、ムラン師範学校に入学、1911年7月31日に卒業して帰国した。植民地中学（ブオイ学校）、ハノイ官吏学校、男子師範学校などで教鞭を執った。
仏領期には教育関係の職を歴任している。小学校視学官（1921年）、小学校教科書編纂班長（1924年）、実業師範学校（1931年）にて教鞭を執り、ハノイの男子小学校校長を務める（1939年）。彼はまた開智進徳会の文学班副班長で、北圻民表議会の議員でもあった。1943年には引退していたが、インドシナに進駐していた日本は1944年、ズオン・バー・チャックとともに彼を国外に連れ出し、1945年に連れ戻した。キムは1910～40年代に教育と歴史に関する多くの書籍を著した。
1945年3月9日、日本はフランス植民地政府を倒してインドシナを直接統治した（明号作戦）。ベトナム人の支持を得るため、ビルマやフィリピンに同じく、日本は「独立の附与」を宣伝した。同年3月11日、フエ宮廷は1884年に結ばれたフエ条約（パトノートル条約）の破棄を宣言し、ベトナムの主権を回復した。キムは4月17日に内閣の設立を委ねられた。これが名目上最初の「独立」政府であり、彼はベトナム最初の首相となった。
1945年6月、チャン・チョン・キム内閣は国号をベトナム帝国、国歌をダンダンクンĐăng đàn cung（登壇宮）、国旗を金地の長方形の中央に濃い赤で離の卦を配したものに定めた。

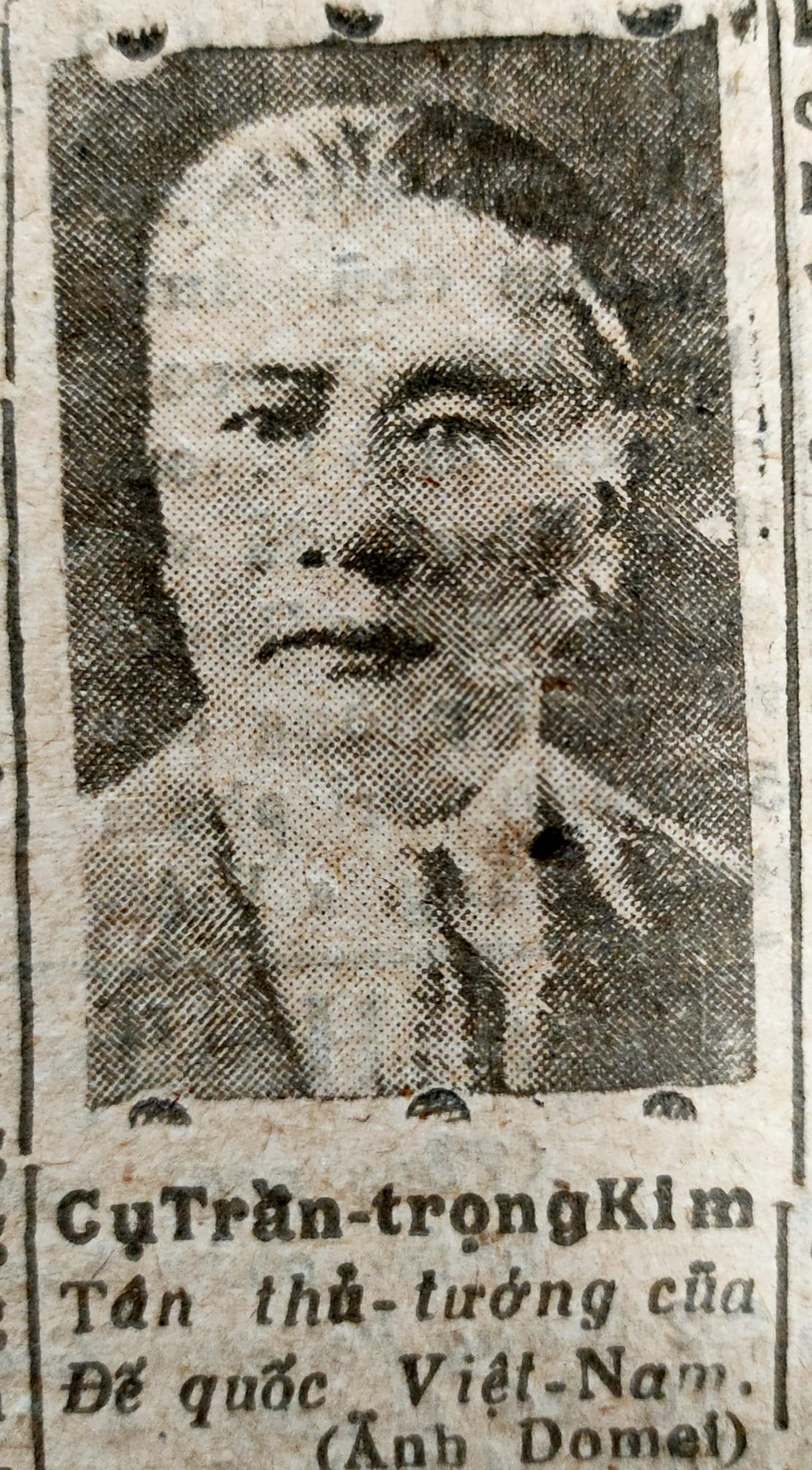
1945.

チャン・チョン・キム政府は実質的にインドシナを占領している日本軍の保護下にあった。日本は大東亜の看板を掲げて、「黄色人種の諸民族を助けて白人の植民地支配を倒し、共に栄える地域を作り上げる」と宣伝したが、実際は日本軍閥が（白人に代わって）新たな占領を行うための詭弁に過ぎなかった。日本の役割は、日本人の計画に従えば、経済の領域に留まらず軍事の防衛と域内各国の内政指導に及び、南方アジアは（日本の）市場・物資供給地とするものだった。それゆえに多くの人はチャン・チョン・キム政府は親日傀儡政府に過ぎず、実権は無く民衆の支持を得られないとみなした。乙酉年（1945年）の飢饉に象徴されるように、チャン・チョン・キム政府は努力しようとしたものの、手段も人的資源も日本軍に握られて状況を改善することができなかった。日本軍による占領は、初めはフランスからの解放として迎えられたものの、日本の戦況が不利になるにつれて段々と余裕が無くなっていき、さらには上記の食糧難などによって少しずつベトナム人民の不満が募っていった。
連合国に日本軍が降伏したとき、チャン・チョン・キム内閣もまた1945年8月23日に崩壊した。しかしながら、この短い期間にあって、コーチシナをベトナムの名の下に統一するという重要な仕事を成し遂げた。またホアン・スアン・ハンがフランス語の教育課程に代えてベトナム語での教育課程を作り上げた。青年部部長のファン・アインは青年前線・社会主義青年という団体を設立した。青年前線学校は、後のベトナム民主共和国の将軍・士官を多く養成した。
ベトミンが政権を掌握してベトナム民主共和国が成立した後、チャン・チョン・キムは海外を放浪した。広州・香港での放浪辛苦の日々を経た1947年2月6日、彼はサイゴンに戻って弁護士のチン・ディン・タオの家に住んだ。1948年、プノンペンの娘の下に移った。墓参のためにベトナムに戻り、1953年12月2日、ダラットで死去した。71歳没。
チャン・チョン・キムは新学（西洋式の近代学問）と旧学（旧来の漢学）とを兼ねる碩学で、20世紀前半のベトナムにおいて教育に尽力した人物と評価されているが、保守的で保皇派の民族主義者でもあった。著書『ベトナム史略』は簡にして要を得、かつ理解しやすいと評価されて多く版を重ねた。

## 著作
1945年以前に、以下のような歴史や教育に関する有名な著作を多く発表した：
- 『論理学入門』 Sơ học luân lý (1914)
- 『王陽明』 Vương Dương Minh (1914)
- 『論理学教科書』 Luân lý giáo khoa thư (1916)
- 『師範科要略』 Sư phạm khoa yếu lược (1916)
- 『越南史略』 Việt Nam sử lược (1919)
- 『翠翹傳註解』 Truyện Thúy Kiều chú giải (1925)
- 『儒教』 Nho giáo (1930)
- 『佛録』 Phật Lục (1940)
- 『国文教科書』 Quốc văn giáo khoa thư, 3巻：童幼・予備・初等（グエン・ヴァン・ゴック、ダン・ディン・フック、ドー・タンと共著；挿絵：ナム・ソン・グエン・ヴァン・ト）
- 『越南文範』 Việt Nam văn phạm（ブイ・キー、グエン・マイン・トゥオンと共著）(1941)

1945年以降
- 『一陣の塵風』 Một cơn gió bụi (1949) … 1942～48年の回想録。